# Valeriana hunzikeri
Valeriana hunzikeri är en kaprifolväxtart som beskrevs av Borsini. Valeriana hunzikeri ingår i släktet vänderötter, och familjen kaprifolväxter. Inga underarter finns listade i Catalogue of Life.